# 吉米·達摩狄
詹姆斯·愛迪生·「吉米」·達摩狄（英語：James Edison "Jimmy" Darmody）是一名在電視劇《酒私風雲》中的虛構角色，由米高·彼特飾演。他是電視劇首兩季中的主角之一。與電視劇中的大多數其他主要角色不同，吉米不是基於任何歷史人物，完全是編劇的虛構創作，但也有可能是根據大西洋城政治家兼努基·強森的徒弟詹姆斯·H·「吉米」·博伊德而創作出來的。

## 虛構背景
吉米是大西洋城政治老大Commodore Louis Kaestner（達布尼·寇曼 飾演）和表演女郎Gillian Darmody（珂茜·莫爾 飾演）的兒子。他的母親在他出生時只有13歲，而他的父親是54歲。The Commodore的徒弟伊努·「努基」·湯普森（史提夫·布斯美 飾演），根據Commodore的要求安排了Commodore與Gillian做愛。吉米是由他的母親在努基的支持下撫養的，努基成為了吉米的一個父親形象，同時，Commodore則對他的兒子漠不關心。努基最終接管了Commodore的政治機器，並讓吉米長大後取得了巨大的成功。吉米去了普林斯頓大學就讀，在那裡他遇到了他未來的妻子Angela（雅莉莎·帕拉狄諾 飾演）。後來他在第一次世界大戰中離開學校去入伍打仗，留下懷孕的女朋友。在第二季中，披露他加入軍隊是因為他對與他母親醉酒後性接觸感到內疚，並且因為他襲擊一個曾挑逗她的教授後而面臨被驅逐出大學。他在法國時被德國手榴彈彈片傷了他的腿，並在他的餘生中要以跛腳走路。

### 第一季
1920年1月，吉米在戰爭受傷復原後不久便回到大西洋城。他受到他經歷過的塹壕戰所困擾，拒絕回校。他最後為努基工作，擔任司機和保鏢。沮喪的是，他沒有更多的事情可做，他後來劫持了努基賣給阿諾·羅斯汀（米高·舒伯 飾演）的一批私酒，並射殺這些送貨人。他們的其中一人倖存下來，並認出吉米，但是，努基透過把劫持事件歸咎於Hans Schroeder（約瑟夫·斯科拉 飾演）而替吉米脫離麻煩，並將他送到芝加哥。在那裡，他與他一起進行劫持的艾爾·卡彭（史提芬·格拉漢姆 飾演）為強尼·托里奧（格雷格·安東納奇 飾演）工作。當努基面對來自羅斯汀聘請的費城黑幫的麻煩時，他帶吉米返回他的業務。
吉米與在芝加哥一間軍事醫院遇見的一名破相神槍手理查·哈洛（傑克·休斯頓 飾演）一起回到大西洋城。他們成為親密的朋友，理查在非法私酒生意中成為吉米的主要盟友。吉米還命令理查殺死一名毀了吉米喜歡的妓女面相的敵對黑幫。
在Commodore被下毒而活下來後，吉米與他的父親便和解。當吉米發現努基為他父母之間安排的性事時感到非常痛心，而他與他父親和努基的弟弟Eli（希亞·溫漢 飾演）密謀取回努基在大西洋城的控制權。

### 第二季
在第二季開始時，吉米已經和Angela結婚，與她一起撫養他們的兒子Tommy。Commodore使新澤西地區檢察局因選舉舞弊而逮捕努基，並招募努基的政治盟友。他和吉米然後控制大西洋城的非法酒精製造和出售。當Commodore遭受中風時，吉米接管了他的業務。當吉米在私酒生意上的合作夥伴 — 卡彭、查理·盧西安諾（文森特·皮亞扎 飾演）和邁爾·蘭斯基（阿納托爾·優素福 飾演）迫他殺死努基時，他便處於困境。雖然有猶豫，吉米同意命令謀殺努基。被企圖謀殺的努基倖存下來，吉米卻懷疑自己是否做正確的事情。
吉米與費城黑幫Manny Horvitz（威廉·佛塞 飾演）進行交易，為他供應酒精。吉米缺少現金，要求預付5000美元。然而，努基派了一名前愛爾蘭共和軍（IRA）刺客Owen Sleater（查理·考克斯 飾演），將吉米所有有酒精的倉庫炸掉。吉米發現自己沒有酒精，因此沒有辦法償還欠款。他最終從喬治·雷穆斯（格倫·弗萊舍爾 飾演）那裡購買藥用酒精，並用它來製造威士忌。
努基辭去大西洋縣的財務主管職位，並向吉米投降。不過，這一切都是努基玩弄權力的一部分。努基向大西洋城黑人社區的領袖Chalky White（迈克尔·K·威廉姆斯 飾演），要讓所有黑人工人在城裡罷工。這次罷工使得城市的旅遊經濟受到嚴重破壞。努基然後從愛爾蘭購買威士忌並開始在大西洋城銷售。努基的私酒業務蓬勃發展，而吉米和他的合夥人只剩下劣質的產品，而且沒有人想出售。
同時，吉米漸漸厭倦了Horvitz要求償還他的債務，並聯絡瓦克西·戈登（尼克·桑多 飾演）殺死他。然而，Horvitz在襲擊中活下來，並且策劃他的報復。當吉米出門離開城鎮時，Horvitz進入吉米的房子，期望在那裡可以找到他。相反，他發現Angela與她的女同性戀情人，並殺死她們。吉米受到摧殘，利用酒精和海洛因減輕痛苦。當他的母親冷淡地談到Angela的死時，他便攻擊她。當Commodore保護Gillian時，吉米殺了他自己的父親，部分是Gillian的慫恿下而做成的。
吉米試圖與努基賠罪，並協助他有關他的選舉舞弊案。他和哈洛透過殺死檢方的主要證人，市議員Jim Neary（羅伯·哥希斯 飾演），並將其刻意安排為看似自殺一樣。在案件審判無效而結束後，努基致電吉米，並告訴他說他已經綁架了Horvitz。然而，吉米知道他被上當至死，並自願不帶武器去見努基。吉米告訴努基，他在戰爭中確實死了，甚至試圖向努基談論射殺某人的技巧。努基在他頭上開槍兩次，殺死了他。

### 第三季
吉米去世後的十六個月，努基發了一場噩夢，在夢裡他向青春期的吉米的眼睛下方開槍（這是努基實際上開槍射他的同樣位置）。在第三季開始時，Gillian還沒有公布吉米在法律上死亡，並在吉米不在的時候管理Commodore的豪宅。她把房子變成了一個高檔的妓院，把Tommy當成自己的兒子來撫養。她最終殺死了一個類似吉米的男人，用他的屍體代替吉米，給她控制了Commodore的財產，直到Tommy成為成年人為止。

### 第四季
在第四季結局，設定在吉米去世後的兩年，Gillian因在第三季中謀殺了聲稱是她兒子的男人而被受審。理查試圖讓Tommy離開她的監護，作證對付她。不過，沒有屍體的話，Gillian只有很小的機會被定罪。理查之後與努基打交道，以匿名方式透露吉米被埋葬的地點。吉米的屍體被挖出來，而Gillian因謀殺被判有罪。

## 結局
劇集的創作人和節目統籌泰倫斯·溫特表示，他一直有計劃殺掉吉米，但並不認為在這劇集中會很快發生。吉米本來應該是在第二季後活下來。當飾演Commodore的達布尼·寇曼在拍攝期間被接受癌症治療時，故事情節便改變了。為了適應寇曼的處境，Commodore的出場時間減少，而吉米成為對抗努基的造反領導者。在寫劇過程中編劇意識到，努基殺死吉米是對於故事唯一合乎邏輯的結論。
2011年10月，彼特的經理人解雇了他，說他「在拍攝現場和其他方面都很棘手。」在第二季結束之後，謠言開始流傳說因為彼特難以合作，所以吉米被殺掉了。彼特和溫特都否認這一點。

## 反響
米高·彼特與其他的《酒私風雲》演員在2010年和2011年分別獲得美國演員工會獎電視戲劇類最佳集體演出獎。彼特也被提名蒙地卡羅電視劇展的戲劇類最佳男演員獎。
劇集亮相後不久，《洛杉磯時報》報導在美國的理髮店對吉米髮型的需求增加。

## 外部連結
- James "Jimmy" Darmody （页面存档备份，存于） at HBO.com